# 라팔마들쥐
라팔마들쥐 또는 미초아칸사슴쥐(Peromyscus sagax)는 비단털쥐과에 속하는 설치류의 일종이다. 멕시코 미초아칸주 라팔마, 로스레이에스 주변 지역의 토착종이다.